# 飛鳥坐神社

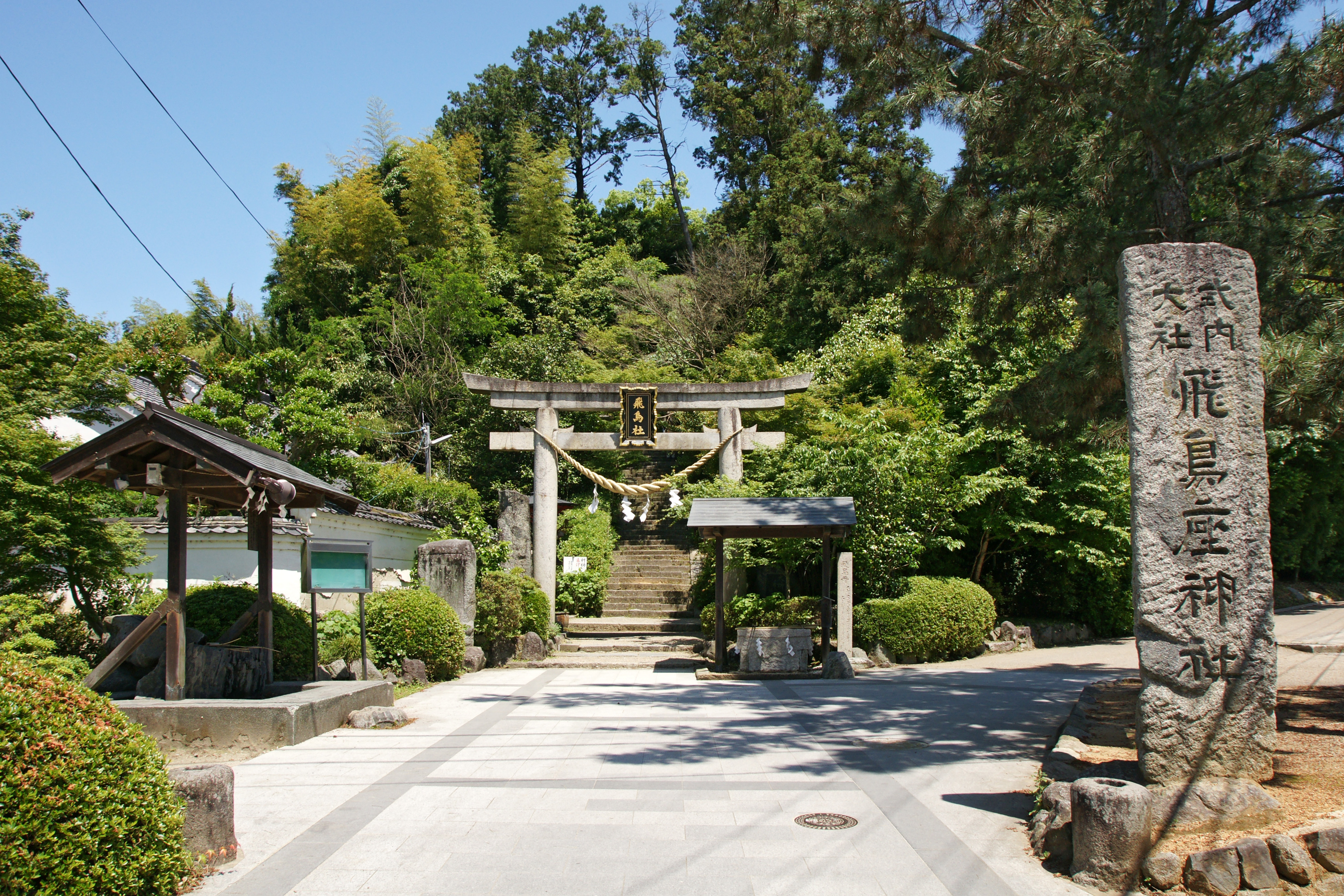
鳥居と鳥形山

飛鳥坐神社（あすかにいますじんじゃ/あすかにますじんじゃ）は、奈良県高市郡明日香村大字飛鳥字神奈備にある神社。式内社（名神大社）で、旧社格は村社。毎年2月のおんだ祭が奇祭として知られる。

## 祭神
現在の祭神は次の4柱。
- 八重事代主神
- 大物主神
- 飛鳥神奈備三日女神（賀夜奈流美乃御魂）
- 高皇産靈神

延長5年（927年）成立の『延喜式』神名帳における祭神の記載は4座。祭神4座の比定としては、上記のほか次の異説がある。
- 『大神分身類社鈔』 - 事代主命、高照光姫命、木俣命、建御名方命
- 『五郡神社記』 - 大己貴命、飛鳥三日女神、味鋤高彦神、事代主神
- 『社家縁起』 - 事代主命、高照光姫命、建御名方命、下照姫命
- 『出雲國造神賀詞』 - 「賀夜奈流美乃御魂乃飛鳥乃神奈備爾坐天（賀夜奈流美の御魂の飛鳥の神奈備に坐て）」との記述がある。

## 歴史
創建年代とその由緒は不詳であるが、『出雲國造神賀詞』に「賀夜奈流美命ノ御魂ヲ飛鳥ノ神奈備ニ坐テ皇孫命ノ近守神ト貢置」とあり、大国主神が皇室の近き守護神として、賀夜奈流美命の神霊を飛鳥の神奈備に奉斎したとある。また『日本書紀』朱鳥元年（686年）7月の条に「奉幣　於居紀伊国国懸神　飛鳥四社　住吉大社」とあり、天武天皇の病気平癒祈願のため幣帛が奉られた。『日本紀略』によれば、天長6年（829年）3月、神託により現在の鳥形山へ遷座した。遷座する前の場所については諸説あってはっきりしない。
また、当社がある鳥形山の地は天照大神を初めて宮中の外で祀った地「倭笠縫邑（やまとかさぬいのむら）」であるとする伝承もあり（有力な説は大神神社摂社の檜原神社である）、近世には元伊勢とも称していた。
寛永17年（1640年）に高取城に入った高取藩主・植村家政は、高取城の鬼門に当たる当社を深く信仰した。享保10年（1725年）に里からの火災により社殿の大半を焼失したため、天明元年（1781年）に藩主・植村家利により再建されている。
2001年（平成13年）に大滝ダム建設に伴って移築することとなった吉野の丹生川上神社上社から旧社殿を譲り受け、天明以来200年を経て老朽化していた社殿を再建した。

## 境内
- 本殿 - もとは1917年（大正6年）に再建された丹生川上神社上社の本殿で、2001年（平成13年）に現在地に移築された。
- 幣殿
- 拝殿
- 神饌所
- 神楽殿
- 西良殿
- むすびの神石 - 陰陽石。
- 飛鳥井
- 旧社務所
- 新社務所

### 摂・末社
- 祓戸神社 - 祭神：瀬織津比賣神、速開都比賣神、氣吹戸主神、速佐須良比賣神
- 白髭神社
- 中の社 - 八阪神社（祭神：須佐之男神）、金比羅神社（祭神：大物主神）
- 奥の社 - 皇太神社（祭神：天照皇大神）、奥の大石（祭神：御皇産霊神）
- 飛鳥山口神社 - 祭神：大山都見乃神、久久乃知乃神、猿田彦乃神。飛鳥山口坐神社（あすかやまぐちにますじんじゃ）とも呼ばれる式内社である。「飛鳥山」はかつての皇室の御料林であり、その山神を祀ったものと考えられるが、旧鎮座地は不明である。
- 八十萬神社

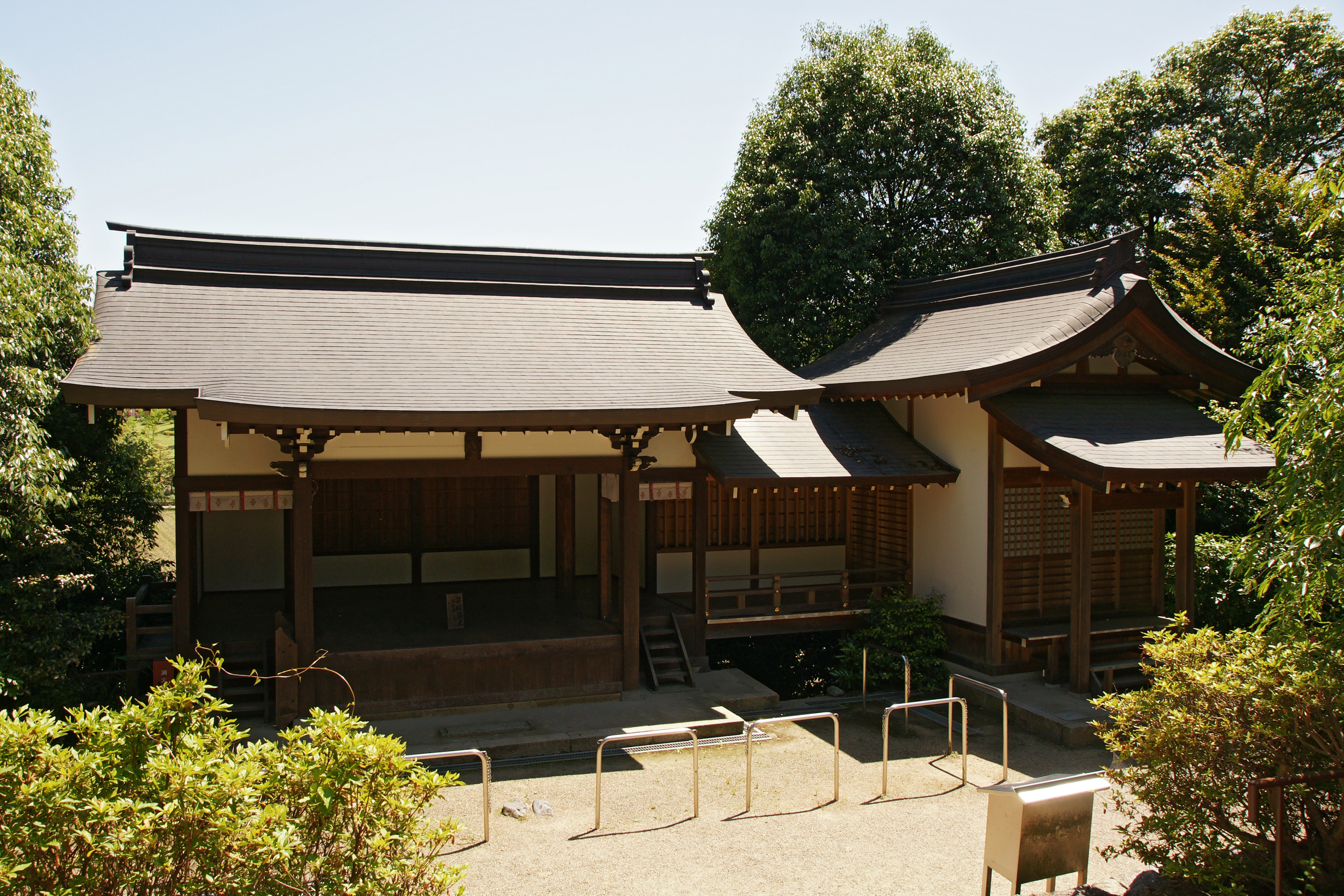
神楽殿と西良殿
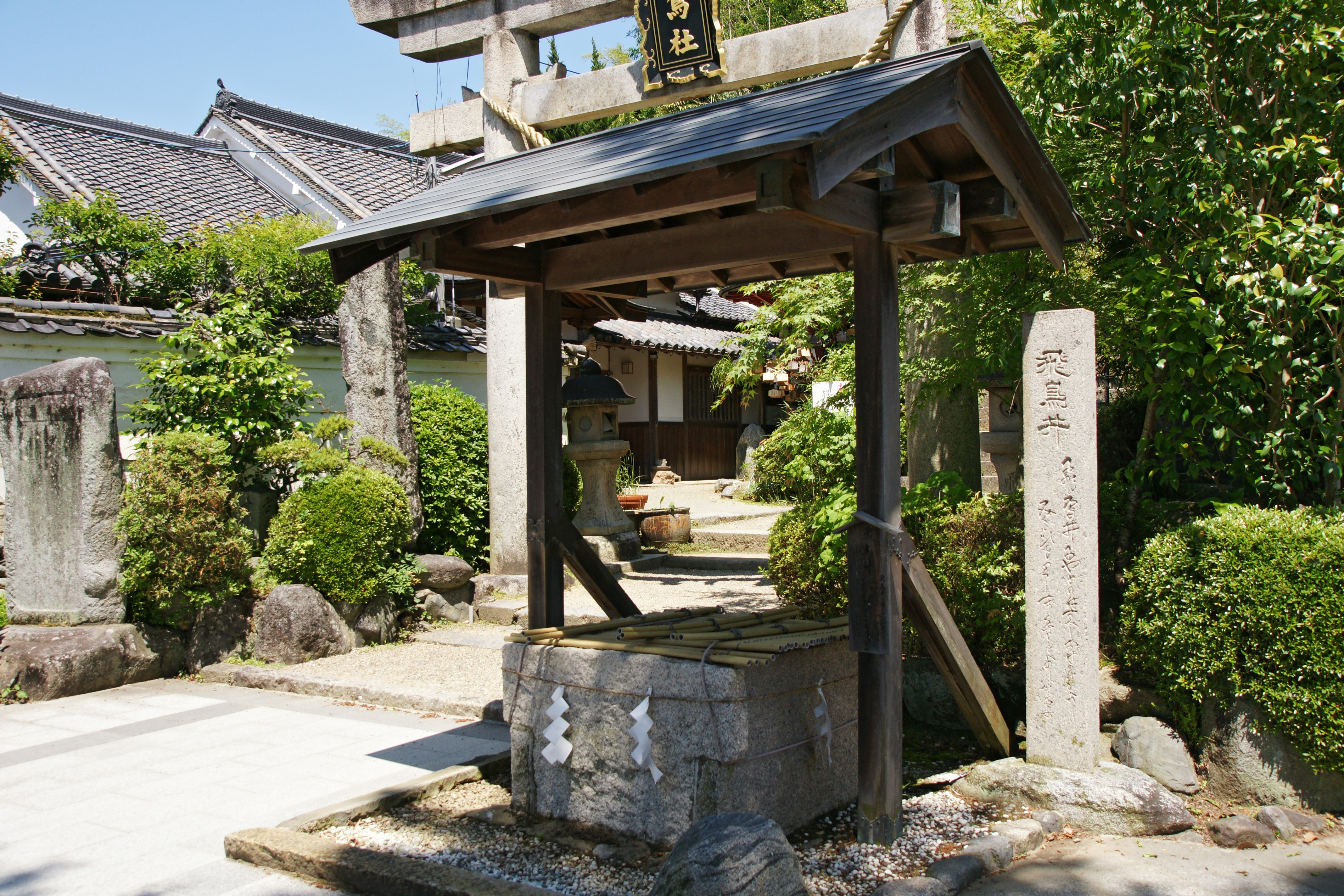
飛鳥井
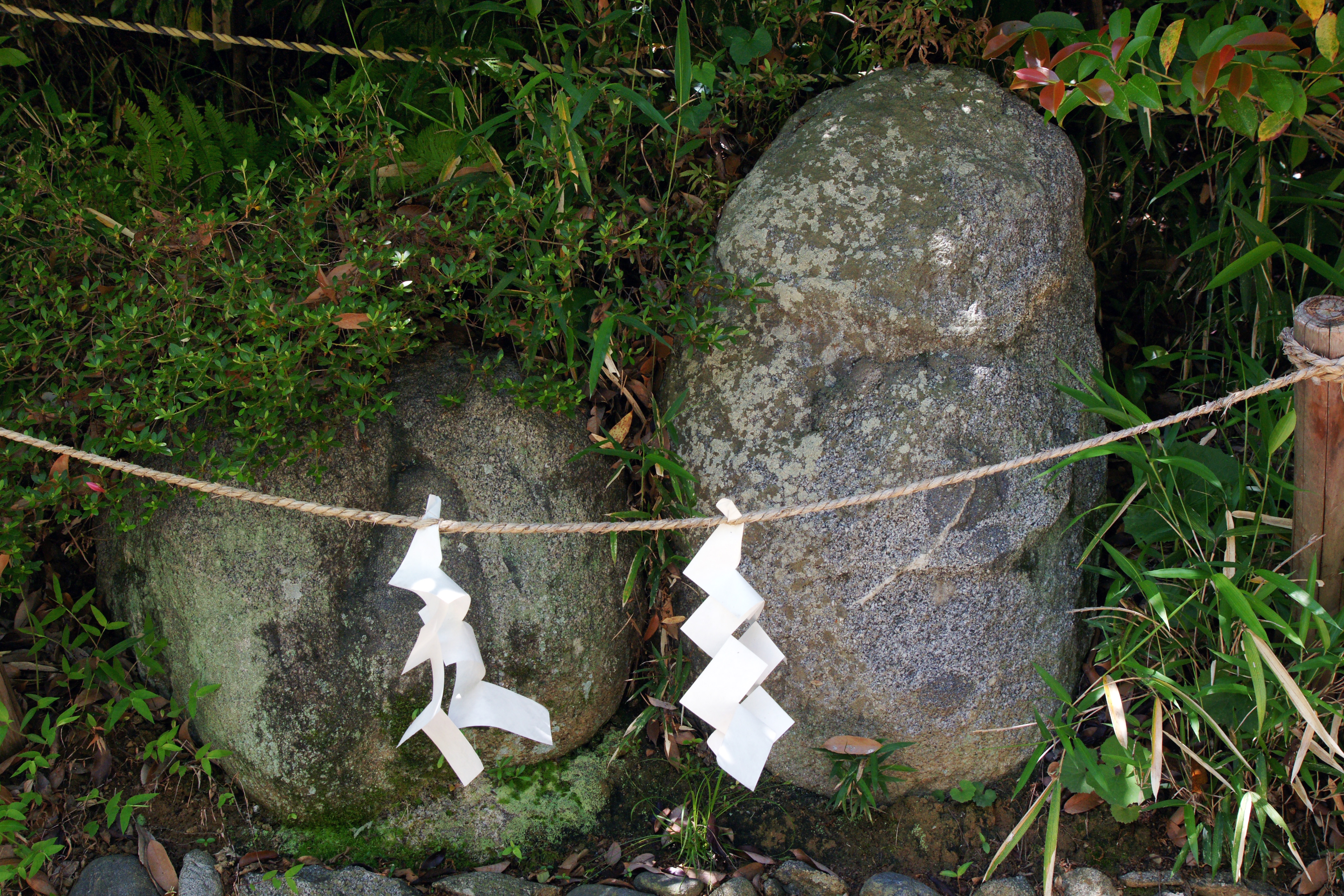
むすびの神石
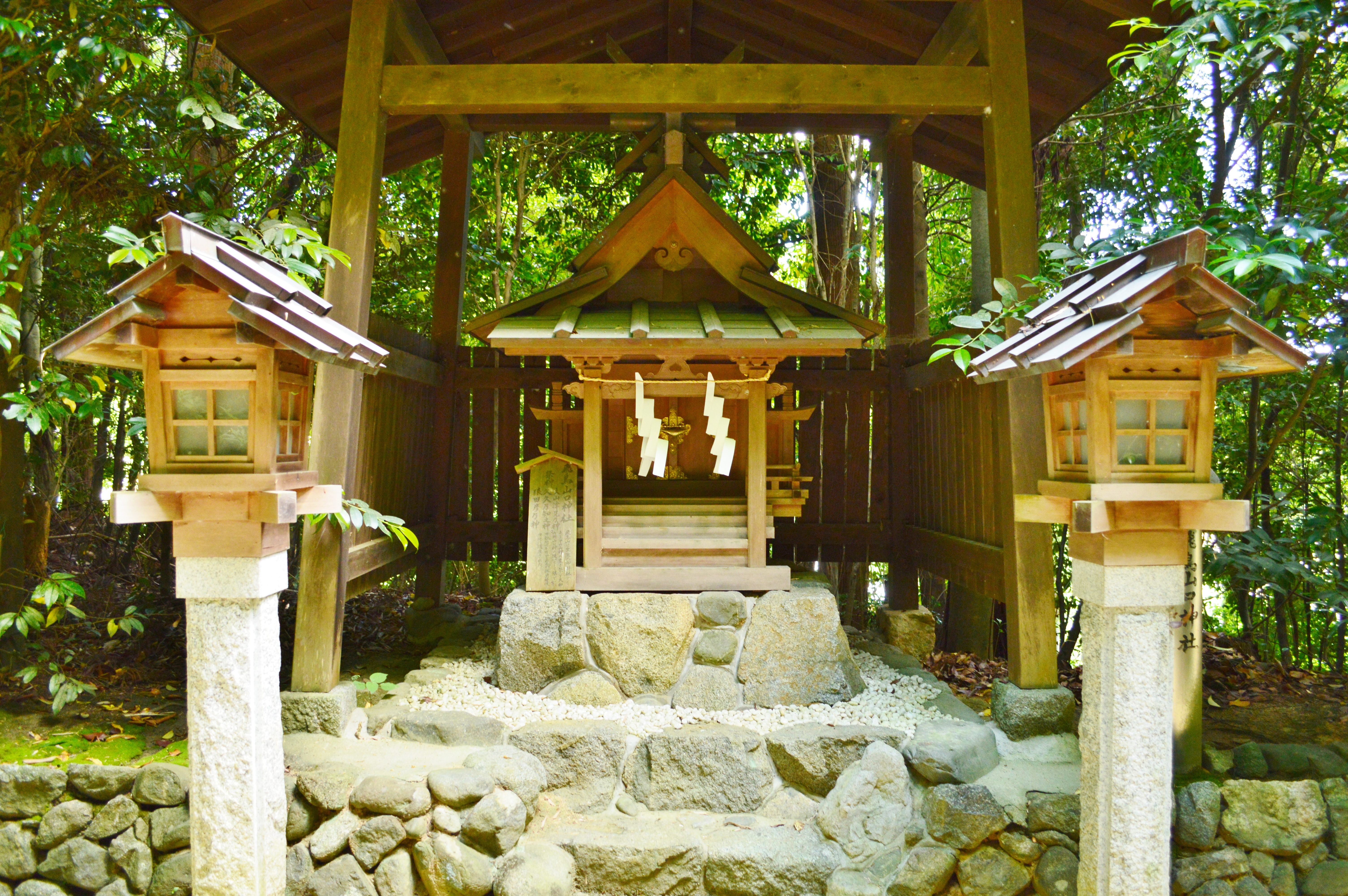
飛鳥山口神社

## 祭事
2月第1日曜日（元は旧暦1月11日）の田植神事「おんだ祭」には、天狗や翁が竹棒で人々を追い回して叩いたり、種まき前の胤付けの意で天狗とお多福による性行為を模した滑稽寸劇があるなど、奇祭として知られている。境内には、男性器を模した石が多く安置されている。